# CHARA THE BEST BABY BABY BABY xxx
『CHARA THE BEST BABY BABY BABY xxx』（チャラ・ザ・ベスト・ベイビー・ベイビー・ベイビー）は、1995年10月10日にEpic/Sony Recordsから発売されたCHARAの初のベスト・アルバム。規格品番：ESCB-1661。

## 概要
1st『Sweet』〜4th『Happy Toy』からセレクトしたメジャー・デビュー5周年記念ベスト・アルバム。
初回生産盤のみ三方背BOX仕様。

## 収録曲
特記以外　作詞・作曲:Chara／編曲:U-SKE
1. 愛の自爆装置
  - 作曲:Chara/U-SKE
  - 5thシングル。
2. あれはね
  - 編曲:D.Motion
3. いや
  - 作曲:Chara/U-SKE
4. Sweet
  - 作曲:Chara/U-SKE
  - 2ndシングル。
5. Violet Blue
6. シャーロットの贈り物 (IN THE MIX)
  - 作曲:Chara/U-SKE　remixed by 藤田哲司
  - 7thシングル『シャーロットの贈り物』をリミックスした楽曲。
  - 13thシングル『THE SINGLES RE-MIXD』に収録。
7. 罪深く愛してよ
  - 作曲:Chara/U-SKE
  - 10thシングル。
8. Happy Toy
  - 作曲:Chara/渡辺善太郎　編曲:渡辺善太郎
9. Break These Chain
10. 恋をした
  - 作曲:Chara/P.Lorimer　編曲:P.Lorimer
  - 8thシングル。
11. あたしなんで抱きしめたいんだろう?
  - 作曲:土屋公平　編曲:渡辺善太郎
  - 11thシングル。
12. Heaven
  - 作詞・作曲:Chara/U-SKE
  - 1stシングル。
13. Family
  - 編曲:D.Motion
14. Tiny Tiny Tiny
  - 編曲:CUB
  - 12thシングル。